# Jorge Peralta
Jorge Enrique Peralta Azofeifa (Pavas; 21 de septiembre de 1943) es un exfutbolista costarricense que jugaba como defensa.

## Trayectoria
Su debut fue con el Uruguay de Coronado el 23 de septiembre de 1964, en una derrota ante el Nicolás Marín de 3-1. Su primer gol lo hizo el 25 de octubre del mismo año, en otra derrota contra Alajuelense de 6-2 como locales.
En 1970 es fichado por el Herediano, club donde se retiraría en enero de 1977, pero sin antes irse cedido a otros equipos, como Saprissa y Estudiantes de Mérida de Venezuela y al Platense Municipal de El Salvador en 1976. En total sumó tres goles en 257 juegos en la Primera División de Costa Rica.

## Selección nacional
Su único partido con la selección de Costa Rica fue el 29 de octubre de 1967, en un amistoso en derrota contra El Salvador de 3-1. Fue convocado en el Campeonato de Naciones de la Concacaf de Trinidad y Tobago de 1971, pero no vio minutos.

### Participaciones en Campeonatos Concacaf
| Copa                                          | Sede              | Resultado    | Part. | Goles |
| --------------------------------------------- | ----------------- | ------------ | ----- | ----- |
| Campeonato de Naciones de la Concacaf de 1971 | Trinidad y Tobago | Tercer lugar | 0     | 0     |

## Clubes
| Club                           | País        | Año       |
| ------------------------------ | ----------- | --------- |
| Uruguay de Coronado            | Costa Rica  | 1964-1970 |
| Herediano                      | Costa Rica  | 1970-1977 |
| Saprissa (cesión)              | Costa Rica  | 1973-1974 |
| Estudiantes de Mérida (cesión) | Venezuela   | 1973      |
| Platense Municipal (cesión)    | El Salvador | 1976      |

## Palmarés

### Títulos nacionales
| Título           | Equipo              | País       | Año  |
| ---------------- | ------------------- | ---------- | ---- |
| Segunda División | Uruguay de Coronado | Costa Rica | 1968 |

### Títulos internacionales
| Título                           | Equipo             | Sede     | Año  |
| -------------------------------- | ------------------ | -------- | ---- |
| Copa Fraternidad Centroamericana | Deportivo Saprissa | San José | 1973 |